# Thomar Bar
Aluf Tomer Bar (Hebreeuws: תומר בר; geboren in 1969) is een Israëlische generaal en de huidige commandant van de luchtmacht. Voor zijn selectie om Amikam Norkin op te volgen als commandant van de IAF, was Bar hoofd van het IDF Force Design Directorate, een vernieuwde versie van wat ooit het Planning Directoraat was.

## Biografie
Bar werd geboren in 1969, een van de zes kinderen van Erela en Natan Bar. Hij nam dienst bij de IDF in 1987. Hij slaagde met vlag en wimpel voor de pilootcursus, cum laude in 1989.
Hij diende als F-16 jachtpiloot bij de 110, 116 en 140 Squadrons. Na een studieperiode in de Verenigde Staten werd hij in 1998 aangesteld als F-15 piloot bij het 133 Squadron.
Van 1999 tot 2002 was hij hoofd van de afdeling Operaties op het hoofdkwartier van de luchtmacht. In 2005 werd Bar benoemd tot commandant van het 69 Squadron, dat was uitgerust met de F-15I, en voerde het bevel over het squadron tijdens de Tweede Libanonoorlog. Tijdens zijn ambtstermijn heeft het squadron Operatie Orchard ondernomen, de vernietiging van een Syrische nucleaire site op 6 september 2007. Tijdens zijn dienst was hij drie jaar hoofd van de afdeling Operaties van de luchtmacht, ook tijdens Operatie Cast Lead. In 2010 werd hij benoemd tot commandant van de Israëlische luchtmacht Flight Academy en bekleedde die functie tot 2012.
In februari 2012 werd hij gepromoveerd tot de rang van brigadegeneraal en benoemd tot commandant van de vliegbasis Tel Nof, waar hij deelnam aan de training van UAV-operators en het bevel voerde over de basis tijdens Operatie Pillar of Cloud. Op 17 oktober 2017 werd hij benoemd tot stafchef van de luchtmacht en bekleedde hij die functie tot 22 oktober 2019, ook tijdens het Israël-Syrië-incident in februari 2018. Op 18 juni 2020 werd hij gepromoveerd tot de rang van generaal-majoor en op 21 juni benoemd tot hoofd van het IDF Force Design Directoraat.
In september 2021 werd hij aangekondigd als de volgende aangestelde van commandant van de IAF en op 4 april 2022 werd Bar benoemd tot commandant van de IAF, ter vervanging van generaal-majoor Amikam Norkin.

## Onderscheidingen
- Libanon oorlog
- Zuid Libanese veiligheids zone
- Operatie Protective Edge